# Together Forever
«Together Forever» es una canción del cantante británico de música pop Rick Astley, que alcanzó el puesto 1 en el Billboard Hot 100 el 18 de junio de 1988. Es el tercer sencillo en su álbum Whenever You Need Somebody y la segunda y última en alcanzar los puestos más altos en listas después de su sencillo «Never Gonna Give You Up».

## Posicionamiento

### Listas Semanales
| Lista (1988)                             | Mejor posición |
| ---------------------------------------- | -------------- |
| Austrian Singles Chart                   | 10             |
| Canadian Singles Charts                  | 1              |
| Dutch Top 40                             | 12             |
| French SNEP Singles Chart                | 18             |
| German Singles Chart                     | 5              |
| Irish Singles Chart                      | 1              |
| Spain (AFYVE)                            | 1              |
| Swiss Singles Chart                      | 14             |
| UK Singles Chart                         | 2              |
| U.S. Billboard Hot 100                   | 1              |
| U.S. Billboard Adult Contemporary Tracks | 2              |
| U.S. Billboard Hot Dance Club Songs      | 1              |